# Çingiz Abdullayev

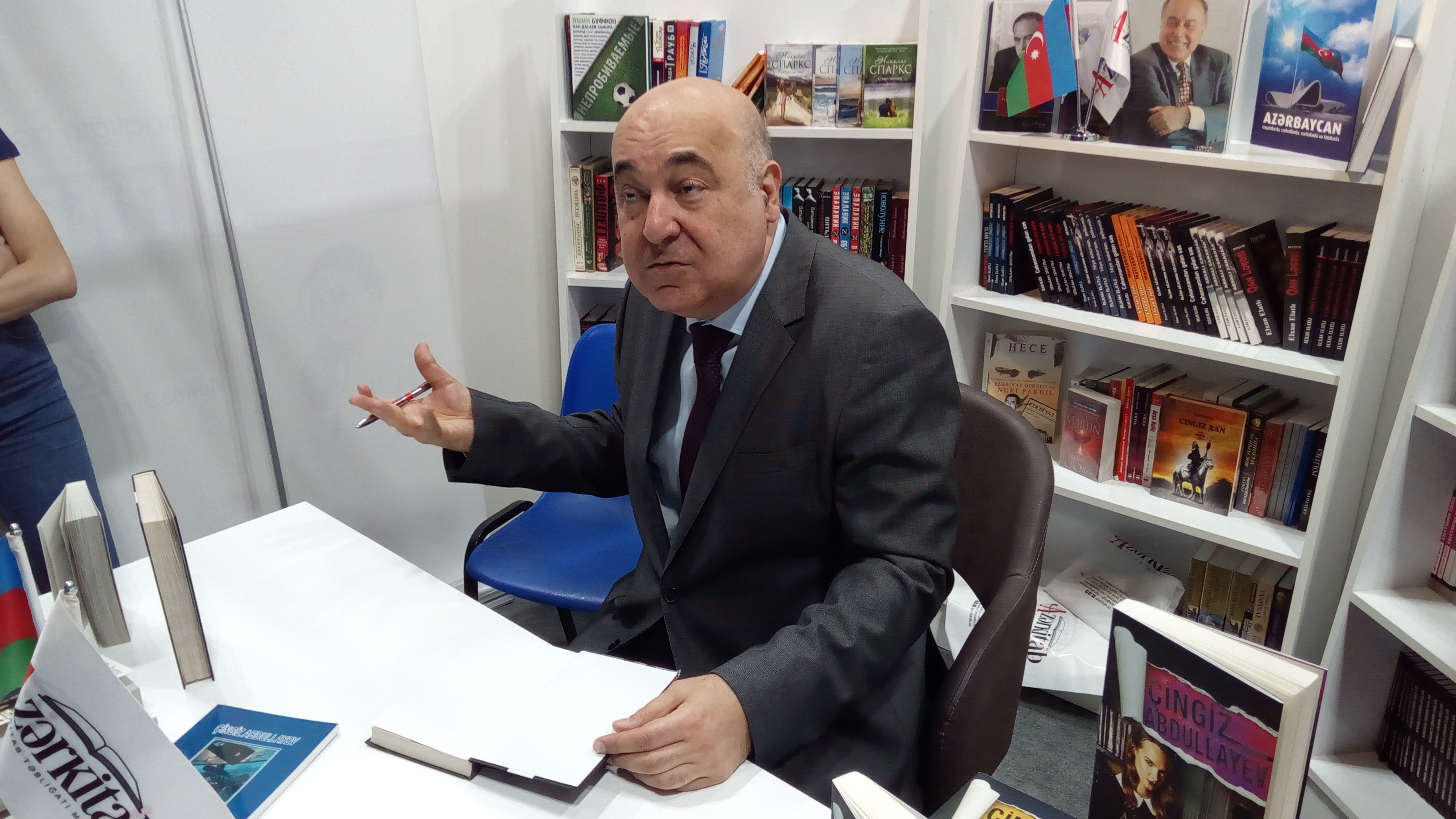
Çingiz Abdullayev, 2017

Çingiz Akif oğlu Abdullayev (russisch Чингиз Акиф оглы (Акифович) Абдуллаев, Tschingis Akif ogly (Akifowitsch) Abdullajew; aserbaidschanisch Çingiz Akif oğlu Abdullayev; * 7. April 1959 in Baku, Aserbaidschanische SSR, Sowjetunion) ist ein aserbaidschanischer Schriftsteller, der in russischer und aserbaidschanischer Sprache schreibt.
Im Unterschied zu vielen anderen Schriftstellern seines Landes, die Philosophie studiert haben, besitzt Abdullayev einen Doktorgrad in Rechtswissenschaften. Nach seinem Studienabschluss an der Staatlichen Universität Baku 1981 arbeitete er für das sowjetische Verteidigungsministerium als Geheimagent. (→GRU) Während seiner Dienstzeit wurde er zweimal verwundet. Abdullayev wurde für seine Tätigkeit beim GRU unter anderem mit dem Rotbannerorden und dem Orden des Roten Sterns ausgezeichnet. Die Entscheidung, seinen Lebensunterhalt als Autor zu bestreiten, wurde maßgeblich durch den Tod eines befreundeten Agentenkollegen beeinflusst, der 1983 auf den Straßen Angolas ermordet wurde. (→Kubanischer_Militäreinsatz_in_Angola)
Abdullayev schrieb 1985 seinen ersten Roman, der im Geheimdienstmilieu spielt. Aufgrund der darin enthüllten Geheimnisse wurde seine Veröffentlichung zunächst untersagt; 1988 konnte das Buch nach einer Lockerung der staatlichen Kontrolle dann doch noch erscheinen. (→Glawlit) Sein Roman machte ihn schlagartig bekannt, und ein Jahr später gab er seine Stelle beim GRU auf.
Er greift in seinen zahlreichen Agenten- und Detektivromanen auf Erfahrungen aus seiner früheren Geheimdiensttätigkeit für den GRU zurück. Er hat bis heute mehr als 86 Romane und Kurzgeschichten geschrieben, die in 17 Sprachen übersetzt und in 23 Ländern vertrieben wurden.
Der promovierte Jurist wurde 1990 Vize-Präsident und 2011 Präsident des aserbaidschanischen P.E.N.-Clubs.

## Buchveröffentlichungen
- Мечта дилетантов (dt. etwa: Der Traum der Amateure) (2015)